# Ureaplasma
Ureaplasma è un genere di batteri appartenente alla famiglia dei Mycoplasmataceae. Esso si differenzia dagli altri micoplasmi in quanto possiede un'ureasi e ha pertanto la capacità di idrolizzare l'urea.
Esso comprende otto specie e precisamente:
- Ureaplasma canigenitalium
- Ureaplasma cati
- Ureaplasma diversum
- Ureaplasma felinum
- Ureaplasma gallorale
- Ureaplasma loridis
- Ureaplasma parvum
- Ureaplasma urealyticum